# Réserve naturelle de Krokkleiva
La réserve naturelle de Krokkleiva  est une réserve naturelle norvégienne qui est située dans la municipalité de Hole dans le comté de Buskerud.

## Description
La réserve naturelle se compose d'une vallée de fracture marquée (également appelée kloftedal) sur le bord ouest du plateau de Krokskogen, juste au sud de Sundvollen. Le nom Krokkleiva est lié à la route escarpée à travers la gorge, qui faisait autrefois partie de la Via Regia entre la capitale et Ringerike.
Le substrat rocheux date de la période du cambrien/Silurien et la topographie offre un climat particulier avec des variations locales. La forêt est dominée par l'Épicéa commun. Quelques espèces vulnérables et rares s'y rencontrent, comme Saxifraga cotyledon, Micranthes nivalis, Cerastium alpinum et Cystopteris montana.
Il est interdit de modifier l'environnement naturel. Les animaux et les plantes sont protégés, mais la chasse ordinaire est autorisée, de même que la cueillette de baies et de champignons comestibles. La circulation motorisée est interdite et les feux de joie sont également interdits.

## Galerie

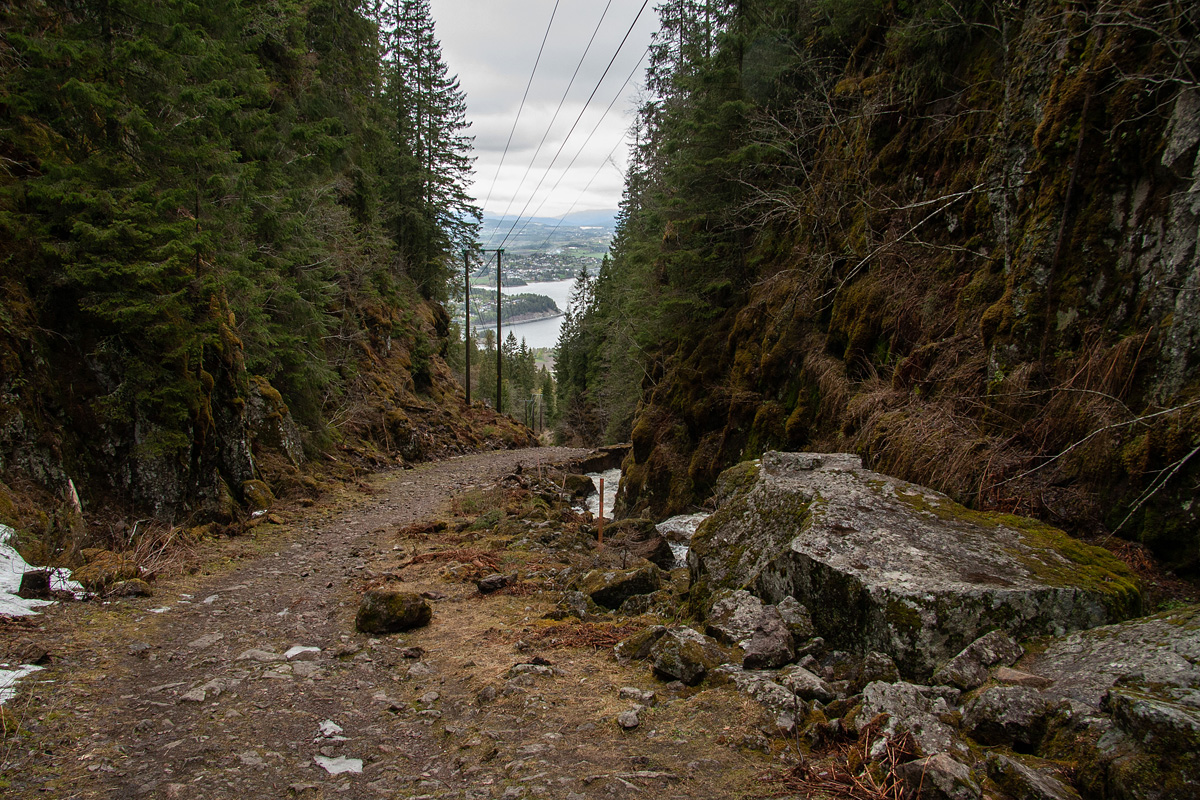
Krokkleiva
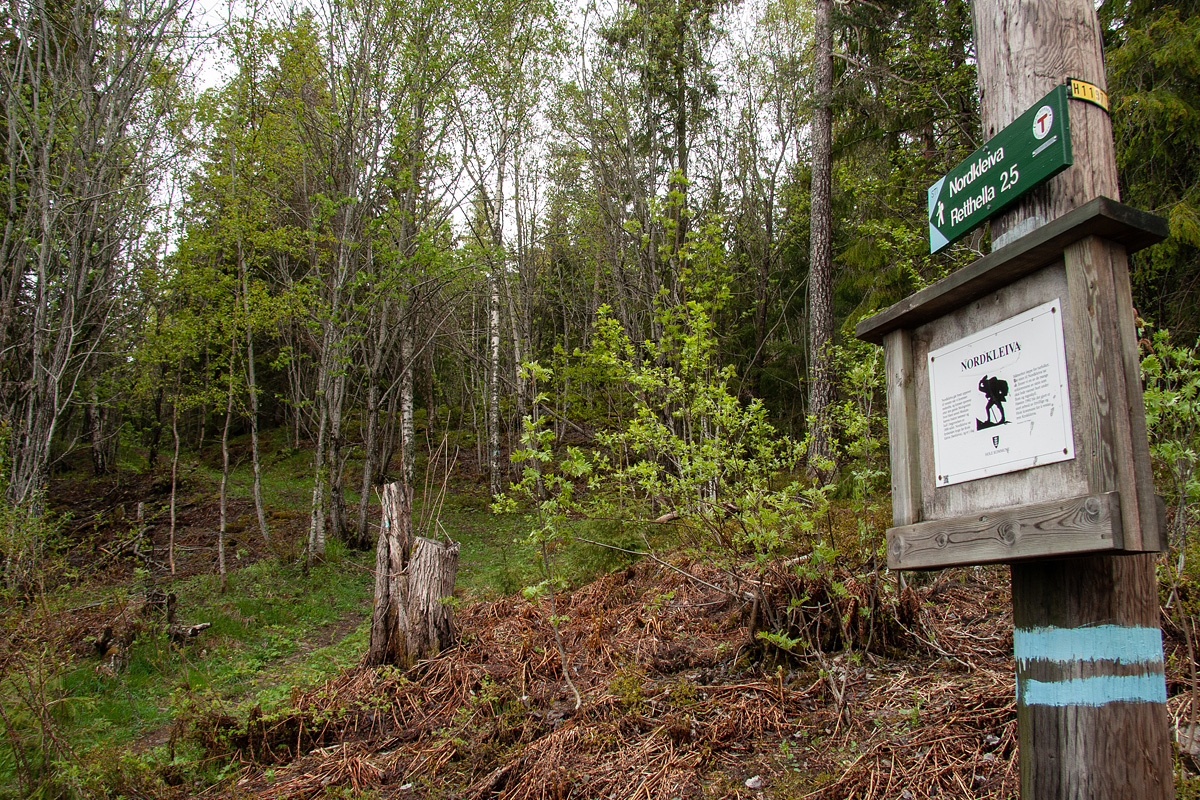
Krokkleiva